# Nykøbing Falster
Nykøbing Falster est une ville de la commune de Guldborgsund. Elle est située dans la  région administrative de Sjælland (la plus grande île du Danemark).

## Jumelages
| Ville | Ville    | Pays | Pays      | Période     |
| ----- | -------- | ---- | --------- | ----------- |
|       | Eutin    |      | Allemagne |             |
|       | Lublin   |      | Pologne   | depuis 1992 |
|       | Nyköping |      | Suède     |             |

## Images de Nykøbing Falster

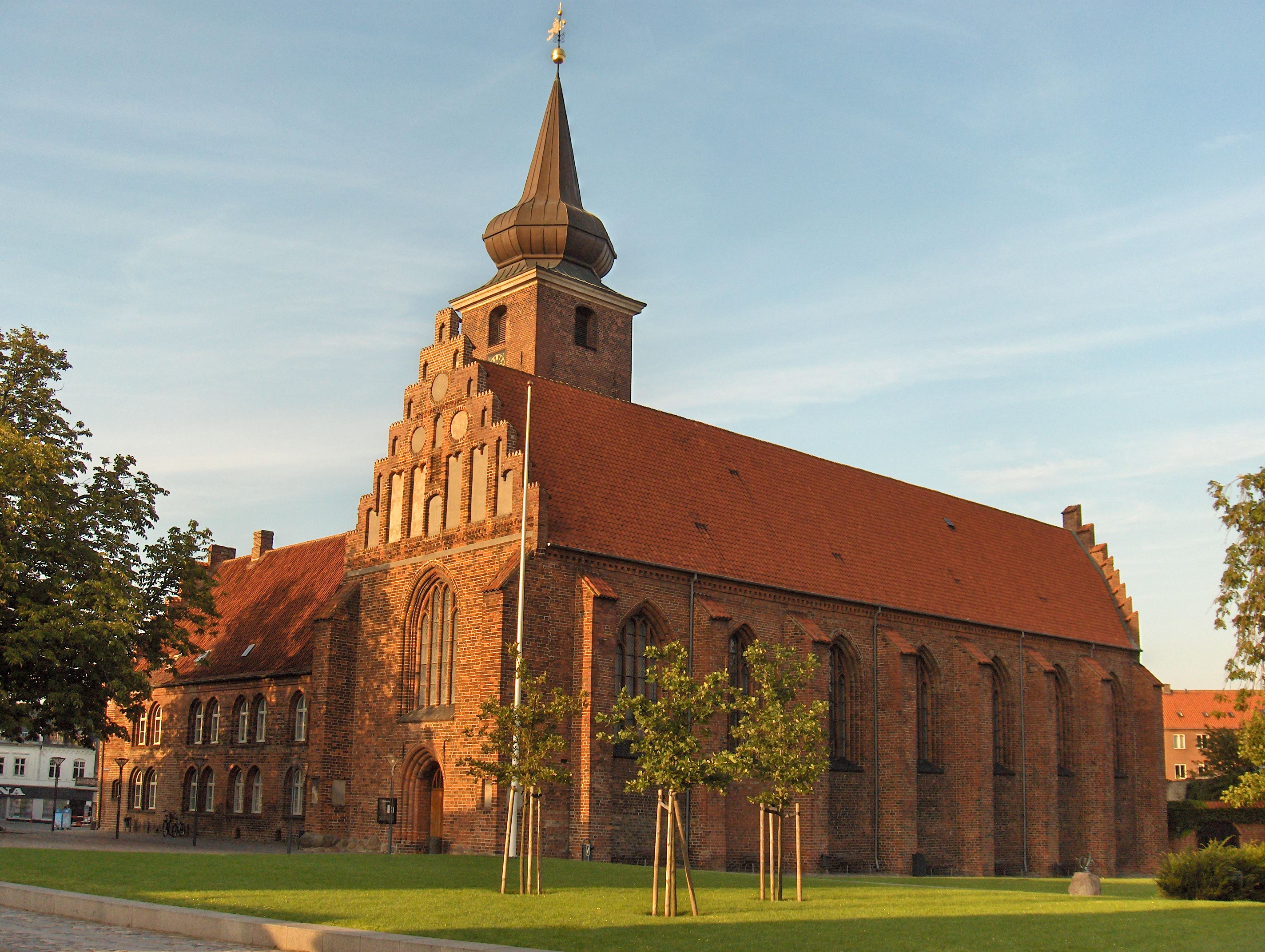
Abbaye de Nykøbing Falster
Blason de la ville en 1655
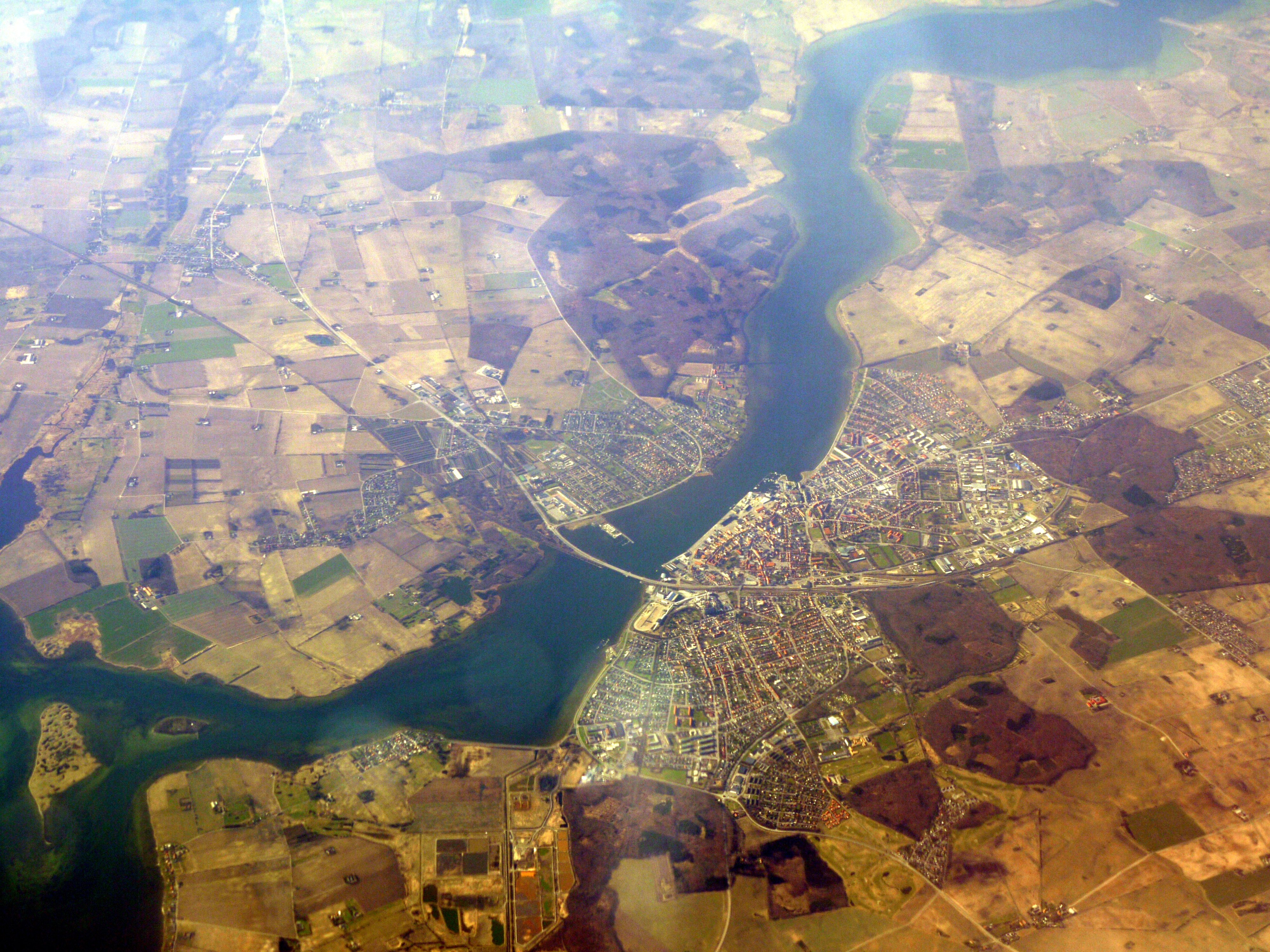
Vue aérienne de Nykøbing Falster
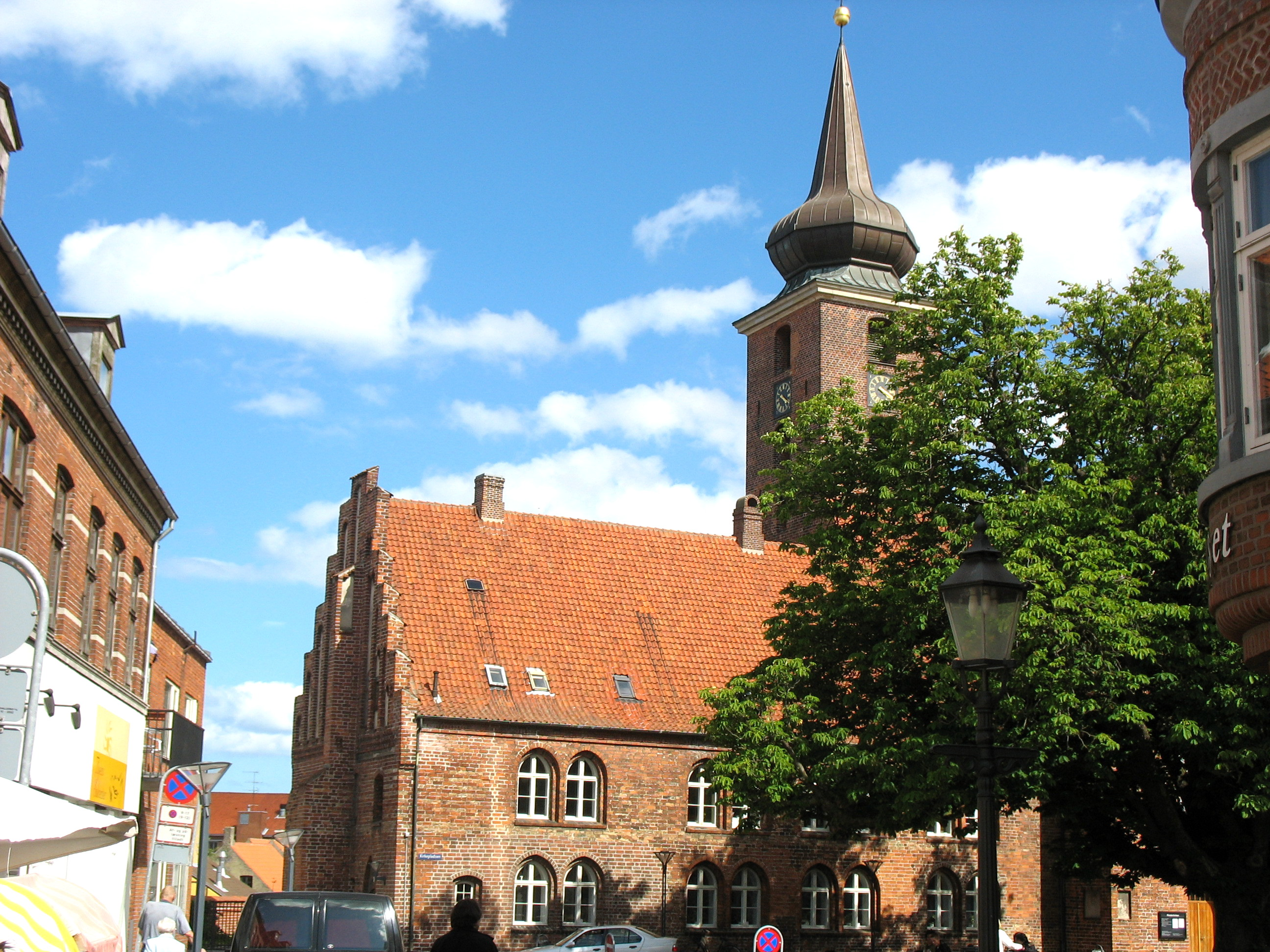
Abbaye de Nykøbing Falster